# James B. Frazier
James Beriah Frazier, född 18 oktober 1856 i Bledsoe County, Tennessee, död 28 mars 1937 i Chattanooga, Tennessee, var en amerikansk demokratisk politiker. Han var guvernör i delstaten Tennessee 1903–1905 och ledamot av USA:s senat 1905–1911.
Frazier studerade juridik och inledde 1881 sin karriär som advokat i Chattanooga. Han gifte sig 1883 med Louise Douglas Keith. Paret fick fyra barn. Sonen James B. Frazier Jr. var ledamot av USA:s representanthus 1949–1963.
Frazier vann 1902 års guvernörsval i Tennessee med bred marginal. Han omvaldes två år senare.
Senator William B. Bate avled 1905 i ämbetet bara några dagar efter att ha inlett sin fjärde mandatperiod i senaten. Frazier efterträdde Bate i senaten och kandiderade till omval utan framgång efter en nästan hel sexårig mandatperiod som senator.
Frazier var frimurare och medlem i Methodist Episcopal Church. Hans grav finns på Forest Hills Cemetery i Chattanooga.